# Kermeseg
Kermeseg (Quercus coccifera), også skrevet Kermes-Eg, er en stedsegrøn busk eller engang imellem et lille træ med en lav og bred, kroget vækst.  Frugterne er agern, som sidder enkeltvis i dybe bægre, der er klædt med tornede skæl. Nødderne modner over 18 måneder.

## Beskrivelse
Barken er først sandfarvet med fine hår. Senere bliver den lysegrå og glat, og gamle grene og stammer får en lysegrå, fint furet bark. Knopperne er spredtstillede, udspærrede, ægformede og lysebrune med pjaltede knopskæl. 
Bladene er læderagtige og ovale med randtorne (omtrent som hos kristtorn). Oversiden er mørkegrøn og blank med fremtrædende bladribber, mens undersiden er gråfiltet. Blomstringen sker i april-maj, hvor man finder de enkønnede blomster hver for sig: de hanlige er samlet i hængende, gulgrønne rakler, mens de hunlige sidder få sammen ved bladhjørner. Begge slags blomster er reducerede og mangler både bæger- og kronblade. Frugterne er agern, som sidder enkeltvis i dybe bægre, der er klædt i tornede skæl. Nødderne modner over 18 måneder.
Rodnettet er dybtgående og vidt udbredt.
Højde x bredde og årlig tilvækst: 3,00 x 3,00 m (15 x 15 cm/år). I det østlige middelhavsområde bliver arten træagtig og når af og til 12 meters højde og en stammetykkelse på 50 cm i brysthøjde.

## Hjemsted
Busken hører naturligt hjemme i det vestlige Middelhavsområde både i Nordafrika og Sydeuropa, men den ses også så langt østpå som i Grækenland. Den er en vigtig del af de makier, som har erstattet skove med steneg som dominerende træ. Den foretrækker fuld sol, men er ikke afhængig af bestemte jordtyper. Derimod findes den ikke i fastlandsprægede egne og heller ikke på høje bjerge (over 1.000 m). 
I Çukorova-området i det sydlige Tyrkiet, nær Adana, findes arten i en maki på næringsfattig, men kalkholdig, leret bund sammen med bl.a. alpeviol, bredbladet stenved, Cistus creticus (en art af soløjetræ), Daphne sericea, duskhyacint, Ephedra campylopoda (en art af ledris), gul løg, høstaffodil, håret torngyvel, kapers, korngladiolus, mastikstræ, Rhamnus oleoides (en art af korsved), oliven, skarpbladet asparges, terpentintræ og Teucrium polium en art af kortlæbe)

## Anvendelse
Busken er vært for Cochenillelusen, hvis ægfyldte hunner blev indsamlet og tørret, sådan at man kunne udvinde farvestoffet karmin af dem.
| Portal | Portal:Botanik |

## Note
1. ↑  Necattin Türkmen og Atabay Düsenli: Changes in Floristic Composition of Quercus coccifera Macchia after Fire in the Çukoroca Region (engelsk)